# 下溪侗族乡
下溪侗族乡是中华人民共和国贵州省铜仁市万山区下辖的一个民族乡。

## 行政区划
下溪侗族乡下辖以下村级行政区划单位：
下溪社区、兴隆村、报溪村、官田村、瓦田村、桂花村、青龙村和铁门村。